# Бајишешти (Сучава)
Бајишешти (рум. Băișești) насеље је у Румунији у округу Сучава у општини Корну Лунчи. Oпштина се налази на надморској висини од 398 m.

## Становништво
Према подацима из 2002. године у насељу је живело 1517 становника, од којих су сви румунске националности.